# الحصن (الرضمة)

تعديل مصدري - تعديل

حصن كحلان قلعةالبحش محلة في  عزلة كحلان بمديرية الرضمة إحدى مديريات محافظة إب في الجمهورية اليمنية.، بلغ تعداد سكانه 1100حسب تعداد اليمن لعام 2024.